# Пекар Василь Миколайович
Васи́ль Микола́йович Пе́кар (27 грудня 1984, Великий Березний, Закарпатська область — 5 травня 2022, Дронівка, Бахмутський район) — старший солдат Збройних Сил України, учасник російсько-української війни, який загинув у ході російського вторгнення в Україну в 2022 році. Повний кавалер ордена «За мужність».

## Життєпис
Народився 27 грудня 1984 року в смт Великому Березному на Закарпатті.
Навчався у Великоберезнянській ЗОШ І—ІІІ ступеня, в подальшому здобув освіту в ПТУ-33.
Рідні, друзі та знайомі знали його, як Васько. Був мужній, щирий, відвертий, працьовитий, розумний, веселий і найкращим батьком для свого сина Павлика. Батько Микола і мама Люба гордилися своїм сином. А брати Іван і Паша, знали до кого завжди можна звернутися по допомогою, і Васько ніколи їм не відмовляв.
У листопаді 2019 року, уклав контракт на військову службу та пройшовши підготовку у Львівській області, а вже в березні 2020 року був направлений до зони проведення ООС. Після повернення з ООС, відбув для підвищення кваліфікації у навчальну частину смт Десна. На початку 2021 року знову з своєю частиною відправився в зону проведення ООС.
Після початку російського вторгнення в Україну, разом зі своїми побратимами, перебував на сході країни. Одним з перших вступив у бої з російськими окупантами. Вірив у перемогу України і мужньо боровся за її Незалежність.
Загинув 5 травня 2022 року близько 4-ї години ранку в с. Дронівці Бахмутського району на Донеччині в результаті прильоту і розриву ворожого снаряду.

## Нагороди
- орден «За мужність» I ступеня (2022) (посмертно) — За особисту мужність і самовіддані дії, виявлені у захисті державного суверенітету та територіальної цілісності України, вірність військовій присязі.
- орден «За мужність» II ступеня (2022) — За особисту мужність і самовіддані дії, виявлені у захисті державного суверенітету та територіальної цілісності України, вірність військовій присязі.
- орден «За мужність» III ступеня (2022) — За особисту мужність і самовіддані дії, виявлені у захисті державного суверенітету та територіальної цілісності України, вірність військовій присязі.